# لطف الله الصافي الكلبايكاني
لطف الله الصافي الكلبايكاني (بالفارسية: لطف‌الله صافی گلپایگانی) (20 فبراير 1919-1 فبراير 2022) عالم دين ومرجع شيعي إيراني، ولد في (كلبايكان، إيران).

## الولادة والنشأة
وُلد الشيخ لطف الله الصافي عام 1337 هـ في 19 جمادي الأولى. والده هو العالم الآخوند ملا محمد جواد الصافي الكلبايكاني [الفارسية]، أحد فقهاء عصره، وأخوه هو علي الصافي الكلبايكاني [الفارسية] أحد العلماء، والذي تُوفي في الثامن عشر من المحرّم 1431 هـ بمدينة كلبايكان، وصلّى على جثمانه أخوه الشيخ لطف الله، ودُفن بمقبرة قاضي زاهد، كما أنه صهر السيد محمد رضا الكلبيكاني.

## دراسته
بدأ بدراسة الأدب عند الشيخ أبو القاسم الشهير بالقطب، وقرأ عليه الصرف والنحو والمنطق والمعاني والبيان والبديع، كما يُذكر أنه درس عند والده القوانين والفرائد والمكاسب والكفاية، حتى انتهى من مرحلة السطوح. في سنة 1360 هـ. ق، ترك مدينة كلبايكان، وهاجر إلى قم لاستكمال دراساته الإسلامية العليا، وحضر أبحاث السيد حسين البروجردي لمدة سبعة عشر عامًا تقريبًا، ودرس عنده مجالي علم الفقه والأصول على مستوى الخارج.
أثناء دراسته في قم، هاجر إلى النجف الأشراف في عام 1364 وحضر أبحاث كل من:
- محمد كاظم الشيرازي.
- السيد جمال الدين الكلبايكاني.
- محمد علي الكاظمي.

وحصل على إجازة الرواية والحديث من الشيخ آقا بزرگ الطهراني، ومحمد صالح السمناني، ومن والده.

## أساتذته
من أستاذته الذين درس لديهم في قم:
- السيد محمد تقي الخوانساري.
- السید محمد الحجة الكوهكمري.
- السيد صدر الدين الصدر.
- السید حسين البروجردي.

وفي النجف:
- الشيخ محمد كاظم الشيرازي.
- السيد جمال الدين الكلبايكاني.
- الشيخ محمد علي الكاظمي.

## نقد الفلسفة و العرفان
وقد انتقد في كتابه «نگرشی بر فلسفه و عرفان (فارسی)» آراء ملا صدرا و علامه الطباطبایی و ابن عربي و غیره. في کتابه ”لمحاتٌ فی الکتاب والحدیث والمذہب“، یقول:
```
«لما شاع من عصر المأمون فلسفة اليونانيين بين المسلمين صارت نصوص الإسلام سيّما في اصول الدين غرضاً لتأويلات المتفلسفين... و فسروا ربط الحادث بالقديم كربط المعلول بالعلّة لا كربط المخلوق بالخالق مع الفرق الواضح بين الاصطلاحين. فكم فرق بين الخالق والمخلوق والعلّة والمعلول؟ لا يدرك بالاصطلاح الثاني ما يدرك بالاصطلاح الأول، و ما يدرك من الثاني لا يدرك من الأول. لا يتّحد الطريقان و لا ينتهيان أِلي مقصد واحد. والعلّة يعبّرون عنها بالعلّة الأولي والثانية و... و أما الخالق فلا يعبّر عنه بالخالق الأوّل والثاني و كذا المعلول الأول والثاني والثالث...»
[
8
]
```

ويقول:
```
«ومن الذين بنوا أمرهم على تأويل النصوص و صرفها على ما يوافق أهوائهم و خيالاتهم و أعظمهم ضرراً و أقبحهم تأويلاً الطائفة المتسمّية بالعرفاء والمتصوفة... وأكثر ضرراً من هاتين الطائفتين على أنفسهم و على غيرهم من خلط ما تسمّيه هؤلاء بالعرفان بفلسفة اليونان فزاد في الطنبور نغمة أخرى... والتأويلات الفاسدة في كلماتهم كثيرة جداً، فراجع الفصوص و غيرها ولا يهمّنا ذكر أكثر من ذلك، والغرض الأِشارة أِلى فساد الطريقة.»
[
8
]
```

## وفاته
أجرى الشيخ في يوم الخميس بتاريخ 27 كانون الثاني 2022 بعض الفحوص الطبية للتأكد من استقرار وضعه الصحي، حتى تُوفي في 1 فبراير 2022، عن عمرٍ ناهز الـ103 عامًا وكانت وفاته إثر نوبة قلبية ألمت به، وقد عزى السيد علي السيستاني وكذلك السيد علي الخامنئي والسيد محمد صادق الروحاني بوفاته، ونعاه السيد صادق الحسيني الشيرازي، أقيم له مجلس عزاء في مسجد الإمام الحسن العسكري في قم بحضور مجموعة من العلماء.
شُيعت جثمانه في صباح يوم الأبعاء بمدينة قم في حرم فاطمة، وصلى على جثمانه الشيخ علي کریمي جهرمي، ونقل جثمان الشيخ إلى النجف، وقد تم تشييعه من جامع الشيخ الطوسي إلى حرم الإمام علي، ونُقل بعد ذلك إلى كربلاء المقدسة، وتم تشييعه وأُقميت له صلاة الجنازة بين الحرمين (حرم الإمام الحسين، وحرم أبي الفضل العباس)، وحضر الجنازة حشدًا كبير، ودفن في حرم الإمام الحسين.

## مؤلفاته
| 1. راه اصلاح یا امر به معروف ونهی از منکر 2. سفرنامهٔ حج 3. نیایش در عرفات 4. حدیث بیداری (مجموعه پیام‌ها) 5. شهیدِ آگاه 6. پرتوی از عظمت امام حسین علیه‌السلام 7. با عاشوراییان 8. بزم حضور (دفتر شعر رضوی) 9. نغمه مشتاقان (دفتر شعر) 10. آفتاب مشرقین (دفتر شعر عاشورایی) 11. صحیفة المؤمن (دفتر شعر) 12. سبط المصطفی (دفتر شعر) 13. دیوان أشعار 14. در آرزوی وصال (دفتر سروده‌های إمام زمانی) 15. پاسخی به کتاب «عقیده مهدویت در شیعه إمامیه» 16. نوید أمن وأمان 17. پاسخ ده پرسش 18. اصالت مهدویت 19. تجلی توحید در نظام امامت 20. نظام امامت ورهبری 21. ولایت تکویني وولایت تشریعي 22. پیرامون معرفت إمام 23. عقیدهٔ نجات‌ بخش 24. به‌سوی دولت کریمه 25. باورداشت مهدویت 26. انتظار عامل مقاومت وحرکت 27. فروغ ولایت در دعای ندبه 28. معرفت حجت خدا 29. گفتمان مهدویت 30. وابستگی جهان به إمام زمان 31. امامت ومهدویت 32. رسالهٔ توضیح‌ المسائل 33. مناسک حج 34. مناسک عمرهٔ مفرده 35. منتخب توضیح‌ المسائل 36. هزار سؤال پیرامون حج 37. مجموعه استفتائات قضایی 38. استفتائات پزشکی 39. جامع الأحکام، ج 1 و2 40. پاسخ کوتاه به 300 پرسش از أحکام ج 1 41. پاسخ کوتاه به 300 پرسش از أحکام ج 2 | 1. یکصد وده پرسش وپاسخ اینترنتی 2. احکام نوجوانان 3. صراط مستقیم 4. معارف دین 1 (مجموعه پرسش‌ها وپاسخ‌های اعتقادی) 5. سیر حوزه‌های علمی شیعه 6. ماه مبارک رمضان مکتب عالی تربیت واخلاق 7. رمضان در تاریخ «حوادث تاریخی» 8. الهیات در نهج البلاغة 9. نگرشی بر فلسفه وعرفان 10. به‌سوی آفریدگار 11. عرض دین 12. ندای اسلام از اروپا 13. زندگی بوداسف 14. جابر بن حیان 15. رساله‌ای در أحکام ثانویه 16. تفسیر آیهٔ فطرت 17. پیرامون روز تاریخی غدیر 18. اعتبار قصد قربت در وقف 19. زندگی‌نامهٔ آخوند ملا محمدجواد صافی 20. مقالات کلامی 21. شب‌پرگان وآفتاب 22. داوری میان شیخ صدوق وشیخ مفید 23. هدایة العباد، ج 1 و2 24. منتخب الاثر فی الامام الثانی‌عشر، ج 1 و2 و3 25. فقه الحج، ج 1 و2 و3 و4 26. المباحث الأصولیة 27. أمان الأمة من الضلال والاختلاف 28. العقیدة بالمهدویة 29. ارث الزوجة 30. حکم نکول المدعی علیه عن الیمین 31. التعزیر: أنواعه وملحقاته 32. أحادیث الائمة الإثنی‌ عشر، أسنادُها والفاظُها 33. الأحکام الشرعیة ثابتة لاتَتَغَیَّر 34. مع الشیخ جاد الحق فی إرث العصبة (مسألة التعصیب) 35. إیران، تسمع فتجیب 36. حدیث افتراق المسلمین علی ثلاث وسبعین فرقة 37. القرآن مصونٌ عن التحریف 38. من لهذا العالم 39. جلاء البصر لمن یتولی الأئمة الإثنی‌ عشر 40. رسالة في تفسیر آیة التطهیر 41. رسالة حولَ عصمةِ الأنبیاءِ والإئمة | 1. ضرورة وجود الحکومة أو ولایة الفقهاء في عصر الغیبة (الخمس وولایة الفقیه) 2. بحث حول الاستسقام بالازلام (مشروعیة الاستخارة) 3. بین العلمین، الشیخ الصدوق والشیخ المفید 4. رسالة فی الشهرة 5. رسالة فی البداء 6. النقود اللطیفة علی الکتاب المسمی بالأخبار الدخیلة 7. مناسک الحج 8. رسالة فی معاملات المستحدثه 9. أحادیث الفضایل 10. حول دیات ظریف ابن ناصح 11. رسائل فقهیة 12. تعلیقات علی الکفایة 13. حواشی علی العروة الوثقی 14. مقدّمه مفصلّة علی «مقتضب الأثر» و«مکیال المکارم» و«منتقی الجمان» 15. مع الخطیب في خطوطه العریضة 16. صوت الحق ودعوة الصدق 17. لمحات فی کتاب والحدیث والمذهب 18. تفسیر آیة الإنذار 19. البکاء علی الإمام الحسین 20. أوقات الصلوات 21. إلی هدی کتاب‌ الله 22. رد أکذوبة خطبة الإمام علی الزهراء 23. التداعي فی مال من دون بیّنة ولا ید 24. في المال المعین المشتبه ملکیته 25. قبس من مناقب أمیر المؤمنین، مئة عشر حدیث من کتب عامة 26. تعلیقات علی رسالة الجبر والقدر 27. رسالة مختصرة في حکم الأقل والأکثر فی الشبهة الحکمیة 28. تجلی التوحید في نظام الإمامة 29. أنوار الولایة مناقشة للشبهات حول دعاء الندبة 30. آیینه جمال، نگرشی بر مکارم أخلاق حضرت أبا عبد الله الحسین 31. معارف دین 2 32. معارف دین 3 33. فخر دوران، نکوداشت استاد أعظم آیت‌ الله بروجردي 34. پیام غدیر 35. صراط مستقیم 36. مشق پاکان (چگونه زندگی کنیم؟) 37. [ارمغان مشهد] (سفرنامهٔ مشهد مقدس) |